# Vashkivtsi
Vashkivtsi (tiếng Ukraina: Вашківці) là một thành phố của Ukraina. Thành phố này thuộc tỉnh Chernivtsi. Thành phố này có diện tích ? km2, dân số theo điều tra dân số năm 2001 là 5987 người.